# José Manuel Youshimatz
José Manuel Youshimatz Sotomayor (* 10. Mai 1962 in Puebla) ist ein ehemaliger mexikanischer Radrennfahrer und nationaler Meister im Radsport.

## Sportliche Laufbahn
Youshimatz war Teilnehmer der Olympischen Sommerspiele 1984 in Los Angeles. Er war der erste Mexikaner, der im Radsport eine olympische Medaille gewann. Im Punktefahren wurde er Dritter hinter dem Sieger Roger Illegems. 1988 startete er bei den Olympischen Sommerspielen in Seoul und belegte den 9. Platz im Punktefahren. 1992 startete er erneut bei den Olympischen Sommerspielen in Barcelona und kam im Punktefahren auf den 14. Rang.
Silber im Punktefahren 1986 und Bronze in der Mannschaftsverfolgung 1993 holte er bei den Zentralamerika- und Karibikspielen. Bei den Panamerikanischen Spielen 1987 gewann er Silber im Punktefahren.
Youshimatz gewann mehrere Titel bei den nationalen Bahnmeisterschaften, er kam im Sprint, im 1000-Meter-Zeitfahren, in der Einerverfolgung, im Punktefahren und in der Mannschaftsverfolgung zu Meisterehren. Auch im Mannschaftszeitfahren auf der Straße war er in Titelrennen erfolgreich.